# Jack Smith (Rennfahrer)
Jack Smith (* 24. Mai 1924 in Metropolis, Illinois; † 17. Oktober 2001 in Spartanburg, South Carolina) war ein US-amerikanischer NASCAR-Rennfahrer.

## Karriere
Er fuhr sein erstes NASCAR-Rennen im Jahr 1949 und ist Mitglied der Hall of Fame NMPA in Darlington, South Carolina.
Er debütierte in dem ersten NASCAR Rennen im Jahr 1949 auf dem Charlotte Speedway und beendete es mit Platz 13.
1964 beendete er seine Karriere. Er siegte in 21 Rennen. Er gewann den NASCAR’s Most Popular Driver Award im Jahr 1959.